# Nabonasar
Nabû-nāṣir (klinopisno dAG-PAB ali dAG-ŠEŠ-ir, starogrško Ναβονάσσαρος, latinizirano: Nabonássaros, iz katerega izhaja ime Nabonasar - Nabû, 'zaščitnik')  je bil babilonski kralj, ki je vladal od 747 do 734 pr. n. št., * ni znano, † 733 pr. n. št.
Odstavil je tujega kaldejskega uzurpatorja Nabu-šuma-iškuna in po 23 letih kaldejske vladavine vrnil Babilonijo pod babilonsko oblast. Z njegovo vladavino se je začelo obdobje, za katero je značilno sistematično vzdrževanje kronološko natančnih zgodovinskih zapisov. Tako Babilonska kronika kot Ptolemejski kanon se začenjata z njegovim prihodom na babilonski prestol. Bil je sodobnik asirskih kraljev Ašur-nirarija V. (755–745 pr. n. št.) in Tiglat-Pileserja III.  745–727, katerega vazal je kasneje postal, in elamitskih kraljev Humban-Tahraha I. (–743 pr. n. št.) in Humban-Nikaša I. (742–717 pr. n. št.).

## Zgodovina
Nabonasar je bil verjetno Mezopotamec, čeprav njegovo poreklo in izvor nista znana. Trije njegovi predhodniki so bili iz nomadskih kaldejskih plemen, ki so se od 9. stoletja pr. n. št. priseljevala v skrajno jugovzhodno Babilonijo. Med njegovim vladanjem je bila verjetno sestavljena  Dinastična kronika z imeni kraljev od obdobja pred vesoljnim potopom do Nabonasorjevega predhodnika Nabu-šuma-iškuna. Kronika omenja, da je bila »kaldejska dinastija po Nabu-šuma-iškunu prekinjena, da se je njegovo kraljevanje preneslo, pravica do dedovanja pa je ugasnila«. Mogoče je tudi, da je naročil isanje žaljive kronike, ki ponižuje in obrekuje njegovega predhodnika zaradi bogokletnih dejanj, in  Kroniko tržnih cen, ki omenja ohlapne cene različnih ugodnosti, ki so jih uživali njegovi predhodniki. Njegovo ime se pojavlja tudi v Eklektični kroniki, kontekst pa se ni ohranil. 

## Reforma koledarja
Njegovo vladavino je zaznamovala reforma koledarja, s katero je uvedel natančno izračunane prestopne mesece, 18 letni (223 mesečni)  saroški cikel, s katerim se lahko napovedo Sončevi in Lunini mrki, in morda zodiak. Berosus s Kosa v besedilu, ki se je ohranilo v delih Georga Sinkela, poroča, da so se od Nabonasarjeve vladavine dalje zapisovala vsa gibanja in trajanja zvezd. V svojem delu Babyloniaca omenja, da je Nabonasar »zbral zapise svojih predhodnikov in jih uničil, s čimer je zagotovil, da se je zgodovina kaldejskih kraljev začela z njim«.
Po Klavdiju Ptolemeju in njegovem Almagestu se je njegova reforma koledarje začela z mladim mesecem 26. februarja 747 pr. n. št., ko se je začelo  Nabonasarjevo leto (Anno Nabonassari), o katerem  do helenističnega obdobja ni nobenih sledi. V Babilonski kroniki,  ki pokriva leta 747-668 pr. n. št., je najbolje ohranjen vzorec njegovih zapisov, ki je morda  primerljiv z Babilonskimi astronomskimi dnevniki, čeprav najstarejši primerek slednjih datira v leto 652 pr. n. št.. Seznam nebesnih pojavov se začenja z Luninim mrkom leta 747–746 pr. n. št.  (po Brittonu in drugih 6. februarja 746 pr. n. št.). Takrat je bila spektakularna konjunkcija Lune in planetov, ki je morda spodbudila začetek natančnega zapisovanja nebesnih pojavov.

## Vdor Asircev
Državo, ki jo je nasledil, so pretresale notranje razprtije in konflikti z nomadskimi aramejskimi in kaldejskimi plemeni, ki so močno oslabili centralno oblast.
V tretjem letu Nabonasarjevega vladanja je v Novoasirskem cesarstvu prišel na oblast asirski general Tukultī-apil-Ešara, bolj znan po njegovem hebrejskem  imenu Tiglat-Pileser III.. Strmoglavil je obstoječi režim in v prvih dveh vojaških operacijah z napadom na Babilonijo zavaroval svojo južno in vzhodno mejo. V prvem napadu je oplenil Rabilu in Hamranu in odpeljal bogove  Šapaza. Podjarmil je številna aramejska in kaldejska plemena, uničil Sarabanu, glavno mesto kaldejskega plemena Bit-Šilani, in nataknil na kol njihovega poglavarja Nabu-ušabšija. Njegova vojska je obšla mestna območja Dur-Kurigalzuja in Siparja in prodrla morda do Nipurja.
Glavno korist od asirskih pohodov, ki jih je morda sam naročil, je imel ravno Nabonasar, ki je s tem utrdil svojo oblast in bil nato sposoben zatreti upor v Borsipi. Njegova šibka točka je ostala oblast v Uruku, kjer sta ga dva visoka dostojanstvenika obtožila zanemarjanja Akitujevega templja in prisvajanja vladarskih privilegijev.
Iz Babilonske kronike je razvidno, da je Nabonasar po vdoru Asircev verjetno postal vazalni kralj Tiglat-Pileserja III..

## Gospodarstvo
Triindvajset ohranjenih glinastih tablic obravnava kmetijstvo, živinorejo, tkanje in prodajo od prvega do štirinajstega leta njegove vladavine. Iz zapisov je razvidno, da si je gospodarstvo v tem času opomoglo.
Arhiv, ki so ga izkopali leta 1973 v Nipurju, vsebuje korespondenco med Kudurujem, šandabakujem (guvernerjem) Nipurja in nekom, katerega pozdravlja kot »brata«. Kudur je zapisal, da je Nabonasar podlegel bolezni in umrl v 14. letu svoje vladavine. Nasledil ga je sin Nabu-nadin-zeri. Njegov prihod na prestol je edini znani primer dednega nasledstva v Babiloniji od leta 810 pr. n. št. do nastanka Novobabilonskega cesarstva leta 626 pr. n. št..